# Первомайский сельсовет (Красноярский край)
Первомайский сельсовет - сельское поселение в Мотыгинском районе Красноярского края.
Административный центр — посёлок Первомайск.

## История
Статус и границы сельского поселения определены Законом Красноярского края от 25 февраля 2005 года «Об установлении границ и наделении соответствующим статусом муниципального образования Мотыгинский район и находящихся в его границах иных муниципальных образований»

## Население
| 2010 | 2012  | 2013  | 2014  | 2015  | 2016  | 2017 |
| ---- | ----- | ----- | ----- | ----- | ----- | ---- |
| 1117 | ↘1113 | ↘1092 | ↘1073 | ↘1044 | ↘1021 | ↘987 |

## Состав сельского поселения
В состав сельского поселения входят 4 населённых пункта:
| № | Населённый пункт | Тип населённого пункта          | Население |
| - | ---------------- | ------------------------------- | --------- |
| 1 | Кандаки          | деревня                         | 0         |
| 2 | Первомайск       | посёлок, административный центр | 936       |
| 3 | Слюдрудник       | посёлок                         | 150       |
| 4 | Чистяки          | посёлок                         | 31        |

## Местное самоуправление
Первомайский сельский Совет депутатов
Дата избрания: 14.03.2010. Срок полномочий: 5 лет. Количество депутатов:  10
Глава муниципального образования
- Ремиз Ольга Васильевна. Дата избрания: 14.03.2010. Срок полномочий: 5 лет

## Археология
На левом берегу реки Тасеевой (приток Ангары), в 10 км от посёлка Первомайск, находится Усть-Тасеевский культовый комплекс, в состав которого входит самое северное в Азии каменное изваяние, относящееся к IV-I векам до нашей эры. Появление Усть-Тасеевского идола связывают со скифским временем.